# Tanques
Tanques é um distrito do município brasileiro de Maranguape, no estado do Ceará. Segundo o censo demográfico de 2022, realizado pelo Instituto Brasileiro de Geografia e Estatística (IBGE), sua população era de 2 044 habitantes e havia 769 domicílios particulares permanentes ocupados. Foi criado pelo decreto-lei estadual nº 448 de 20 de dezembro de 1938.
De acordo com o IBGE, em 2010 a população era de 3 240 habitantes e havia 975 domicílios particulares.